# Superprestige veldrijden 2002-2003
Hier volgt een overzicht van de resultaten in de Superprestigewedstrijden veldrijden van het seizoen 2002-2003. De Belgen waren supersterk dit jaar. Voor het eerst in de geschiedenis werden alle wedstrijden gewonnen door de Belgen. Sven Nys won vijf stuks van de acht en kroonde zich tot eindwinnaar. Bart Wellens won er twee en werd tweede in de eindstand op 55 punten van Nys. Ook wereldkampioen Mario De Clercq won een manche en maakte het eindpodium compleet als derde op 82 punten van de winnaar.

## Puntenverdeling
Punten werden toegekend aan alle crossers die in aanmerking kwamen voor Superprestige-punten. De top twintig ontving punten aan de hand van de volgende tabel:
| Positie | 1  | 2  | 3  | 4  | 5  | 6  | 7  | 8  | 9  | 10 | 11 | 12 | 13 | 14 | 15 | 16 | 17 | 18 | 19 | 20 |
| Punten  | 30 | 25 | 21 | 18 | 16 | 15 | 14 | 13 | 12 | 11 | 10 | 9  | 8  | 7  | 6  | 5  | 4  | 3  | 2  | 1  |

## Mannen

### Kalender en podia
| Datum      | Locatie             | Eerste          | Tweede              | Derde               |         |
| ---------- | ------------------- | --------------- | ------------------- | ------------------- | ------- |
| 20/10/2002 | Ruddervoorde        | Sven Nys        | Richard Groenendaal | Erwin Vervecken     | details |
| 03/11/2002 | Sint-Michielsgestel | Sven Nys        | Richard Groenendaal | Bart Wellens        | details |
| 17/11/2002 | Asper-Gavere        | Bart Wellens    | Mario De Clercq     | Peter Van Santvliet | details |
| 01/12/2002 | Gieten              | Sven Nys        | Bart Wellens        | Tom Vannoppen       | details |
| 29/12/2002 | Diegem              | Mario De Clercq | Sven Nys            | Tom Vannoppen       | details |
| 26/01/2003 | Hoogstraten         | Sven Nys        | Arne Daelmans       | Bart Wellens        | details |
| 09/02/2003 | Harnes              | Sven Nys        | Peter Van Santvliet | Bart Wellens        | details |
| 22/02/2003 | Vorselaar           | Bart Wellens    | Sven Nys            | Erwin Vervecken     | details |

### Eindklassement
| #   | Veldrijder          | Punten |
| --- | ------------------- | ------ |
| 1.  | Sven Nys            | 218    |
| 2.  | Bart Wellens        | 163    |
| 3.  | Mario De Clercq     | 136    |
| 4.  | Erwin Vervecken     | 134    |
| 5.  | Richard Groenendaal | 123    |
| 6.  | Peter Van Santvliet | 123    |
| 7.  | Tom Vannoppen       | 120    |
| 8.  | Ben Berden          | 119    |
| 9.  | Arne Daelmans       | 104    |
| 10. | Sven Vanthourenhout | 91     |